# Motores Ilmor na Fórmula 1
Os engenheiros Mario Illíen e Paul Morgan, cujas primeiras letras do sobrenome se juntam para formar o nome Ilmor, um dos melhores laboratórios e oficina de preparação de motores da Fórmula 1 e responsáveis pela marca Mercedes na Fórmula 1. Seus motores, segundo os técnicos, combinavam peso e leveza, eram potentes e alcançavam larga escala de rotação por minuto. A Ilmor é uma subsidiária da DaimlerChrysler, através da Mercedes-Benz Motor Sports Group, com sede em Stuttgart, na Alemanha. A fábrica da Ilmor fica em Brixworth, na Inglaterra.
A fundação foi em 1984, quando Mário Illíen, Paulo Morgan, Roger Penske e a General Motors criaram a Ilmor Engineering Ltda, em Northampton, na Inglaterra, para desenhar e produzir motores turbos para a Fórmula Indy.
Em 1990, a Ilmor desenhou seu primeiro motor para a Fórmula 1, levado para a pista, em 1991, equipando o carro da companhia estatal japonesa Leyton House. Era um V10, configuração que acabou prevalecendo na categoria, por reunir potência, baixo consumo e dimensões compactas.
É uma empresa inglesa automotiva que trabalha motores em máxima performance. Com sede em Brixworth, Northamptonshire, e ofícios de manutenção em Plymouyh, a empresa trabalha com motores e consultoria dentro da Champ Car, Fórmula 1, IRL e formatos MotoGP.
Esteve na Fórmula 1 de 1991 a 1994 fornecendo para: Leyton House, Tyrrell, March e Pacific.

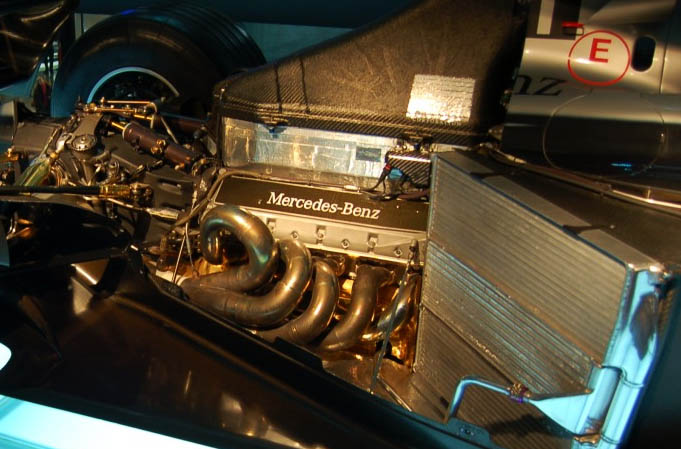
Motor Mercedes-Benz FO110J 3.0 V10 preparado pela Ilmor no McLaren MP4-15 da temporada de

## Fornecimento de Motores
| Ano  | Construtor   | Motor                |
| ---- | ------------ | -------------------- |
| 1991 | Leyton House | Ilmor 2175A 3.5 V10  |
| 1992 | March        | Ilmor 2175A 3.5 V10  |
| 1992 | Tyrrell      | Ilmor 2175A 3.5 V10  |
| 1993 | Sauber       | Sauber 2175 3.5 V101 |
| 1994 | Pacific      | Ilmor 2175A 3.5 V10  |

### Campeonato de Pilotos[4]
| Ano  | Pos | Piloto            |
| ---- | --- | ----------------- |
| 1992 | 9º  | Andrea de Cesaris |

### Campeonato de Construtores[4]
| Ano  | Pos | Construtor |
| ---- | --- | ---------- |
| 1992 | 6º  | Tyrrell    |

### Pódios[3][4]
| Ano  | Grande Prêmio | Pos | Piloto            | Construtor |
| ---- | ------------- | --- | ----------------- | ---------- |
| 1992 | Canadá        | 4º  | Karl Wendlinger   | March      |
| 1992 | Japão         | 4º  | Andrea de Cesaris | Tyrrell    |
| 1993 | San Marino    | 4º  | JJ Lehto          | Sauber     |
| 1993 | Itália        | 4º  | Karl Wendlinger   | Sauber     |

## Números na Fórmula 1
- Vitórias: 0[5] (0%[6])
- Pole-Positions: 0[7] (0%[8])
- Voltas Mais Rápidas: 0[9]
- Triplos (Pole, Vitória e Volta Mais Rápida) 0[10]
- Pontos: 24[11]
- Pódiums: 30[12]
- Grandes Prêmios: 53[13] (Todos os Carros: 129[14])
- Grandes Prêmios com Pontos: 11[15]
- Largadas na Primeira Fila: 27[16]
- Posição Média no Grid: 15,767[17]
- Km na Liderança: 0 Km[18]
- Primeira Vitória: 0[19]
- Primeira Pole Position: 0[20]
- Não Qualificações: 20[21]
- Desqualificações: 0[22]
- Porcentagem de Motores Quebrados: 58,910%[23]